# Koninkrijk Chalkis

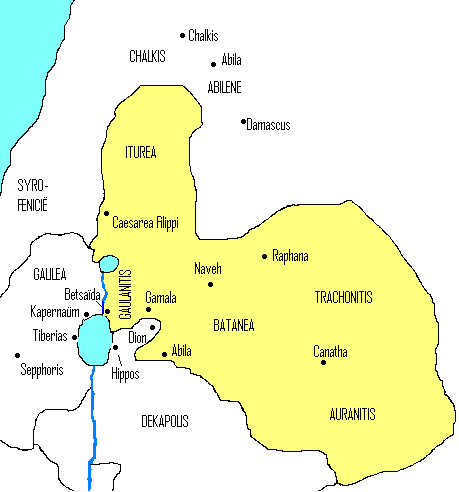
De locatie van Chalkis

Chalkis was een relatief klein Iturees koninkrijk uit de oudheid, gelegen in de vallei van Libanon.

## Stichting van het koninkrijk
Van oorsprong was Chalkis een stad in Coele-Syria. Toen de Seleucidische invloed op het gebied begon af te nemen, stichtten Itureeërs er het koninkrijk Chalkis, dat zich uitstrekte van de Middellandse zee tot dicht bij Damascus. Zij maakten Chalkis de hoofdstad van hun rijk, Baäl-Bek werd het godsdienstig centrum.

## Spanningen met de Hasmoneeën
Tijdens de regering van de Hasmonese koning Alexander Janneüs moest het koninkrijk Chalkis een deel van zijn grondgebied afstaan aan de Hasmoneeën. Dit gebied werd in later tijd bekend als Iturea (al strekte Iturea zich in etnische zin over een veel groter gebied uit). Deze gebieden werden door de Romeinse veldheer Pompeius weer teruggegeven aan Chalkis, toen hij een einde maakte aan de zelfstandige Hasmonese staat (63 v.Chr.).

## Onder Romeins gezag
Pompeius maakte tevens een einde aan het onafhankelijke koninkrijk Chalkis en maakte het een vazalstaat onder Romeins gezag. In deze periode heersten de volgende koningen (van Itureese afkomst) over Chalkis:
- Ptolemeüs, de zoon van Menneüs, 85-40 v.Chr. In zijn tijd strekte het koninkrijk zich uit van de Middellandse Zeekust tot dicht bij Damascus. In de begintijd van zijn regering was Chalkis nog een onafhankelijk koninkrijk, maar die status verloor het door toedoen van de Romeinse veldheer Pompeius.
- Lysanias, de zoon van Ptolemeüs, 40-33 v.Chr.. Hij sloot een verdrag met Antigonus, die in het Joodse land de Hasmonese staat in ere wilde herstellen. Om deze reden werd hij in 33 v.Chr. op last van Marcus Antonius ter dood gebracht, die het land gaf aan zijn geliefde Cleopatra.

De zoon van Lysanias, Zenodorus, probeerde tevergeefs het land te heroveren. Flavius Josephus vermeldt dat Zenodorus plundertochten ondernam in Trachonitis. Naar aanleiding van deze gebeurtenissen gaf keizer Augustus de opdracht aan Herodes de Grote de orde te herstellen  en schonk hem nadien de regio. Na de dood van Herodes in 4 v.Chr. werd Lysanias de Jongere (Lucas 3:1) op termijn koning van het land.
In 37 na Chr. gaf keizer Caligula het koninkrijk in handen van Herodes Agrippa I, die de titel 'koning' (basileus) kreeg.  Nadien volgenden :
- Herodes van Chalkis (41 tot 48 na Chr.)
- Herodes Agrippa II (48 tot 53 na Chr.)
- Aristobulus van Chalkis (53 tot 92 na Chr.)

Na de dood van Aristobulus werd Chalkis een deel van de provincia Syria.